# Фужине
Фужине (хорв. Fužine) — деревня и община на западе Хорватии, входит в Приморско-Горанскую жупанию. Община состоит из 6 населённых пунктов. По данным 2001 года, в ней проживало 1855 человек. Общая площадь общины составляет 86 км².
Через территорию общины проходит автомобильная и железная дороги, соединяющие хорватскую столицу Загреб с административным центром Приморско-Горанской жупании Риекой.
Деревня Фужине, в составе общины, является не только административным, но и туристическим центром, благодаря расположившимся неподалёку озёрам Лепеница и Баер, а также протянувшейся на 310 метров пещере Врело.